# Slægtsforskningsprogram
Slægtsforskningsprogram er et computerprogram, der anvendes til at registrere, organisere og udgive genealogiske data til brug for slægtsforskning. Som et minimum kan et slægtsforskningsprogram registrere dato og sted for en persons fødsel, ægteskab og død, og gemmer relationer mellem enkeltpersoner til deres forældre, ægtefæller og børn. Desuden kan de fleste slægtsforskningprogrammer håndtere ekstra begivenheder i en persons liv, noter og fotos, kildehenvisninger mv. De fleste slægtsforskningsprogrammer kan desuden generere en række grafiske diagrammer og rapporter, som f.eks. stamtavler, anetavler, slægtsbøger, HTML-sider til Internettet o.lign. 
De fleste slægtsforskningsprogrammer kan importere og eksportere GEDCOM-standarden, hvilket er et fælles standardformat til håndtering af data indenfor slægtsforskning.

## Typer af slægtsforskningsprogrammer
Der findes forskellige typer af slægtsforskningsprogrammer. Nogle slægtsforskningsprogrammer er komplette programmer der indeholder alle nødvendige funktioner man har behov for indenfor slægtforskningen. Andres programmer er mere eller mindre specialiseret efter specifikke behov.
Visse programmer er f.eks. rettet mod bestemte religioner, og vil omfatte mulighed for at registrere flere detaljer som er relevante for netop denne religion. Andre programmer fokuserer på bestemte geografiske områder. Nogle programmer har fokus på import af digitale fotografier, og andre er i stand til at generere avancerede slægtstavler. 
De fleste slægtsforskningsprogrammer er installeret på den lokal computer, men med Internettets udbredelse, er der kommet et stigende udbud af web-baserede løsninger, som gør det muligt at arbejde med slægtsforskning på Internettet og samtidigt dele oplysninger med andre slægtsforskere. Der er derfor overordnet 3 typer af slægtsforskningsprogrammer:
- Slægtsforskningsprogram installeret på den lokale computer
- Slægtsforskningsprogram installeret på den lokale computer – uploader data til en web-baseret version af programmet
- Web-baseret slægtsforskningsprogram – hvor man udelukkende arbejder via internettet